# كأس الأبطال الفرنسي 2005
كأس الأبطال الفرنسي 2005 (بالفرنسية: 2005 Trophée des Champions)‏ مباراة جمعت بين نادي أوكسير و‌ليون في 27 يوليو 2005 علي ستاد دي لابي ديشامبس في مدينة أوكسار، وفاز بها ليون بنتيجة 4–1.